# Olivier Weber

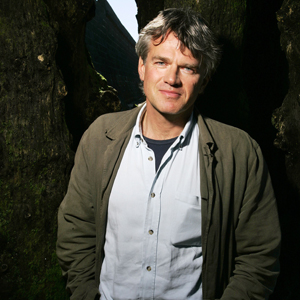
Olivier Weber, Afghanistan

Olivier Weber (* 12. Juni 1958 in Montluçon, Frankreich) ist ein französischer Schriftsteller, Reisender, Reporter und Diplomat.

## Leben und Werk
Olivier Weber, ist geboren 1958 in Montluçon, er studierte Ökonomie und Anthropologie an der University of San Francisco, der University of Paris, der Universität von Nizza und am Nationalen Institut für orientalische Sprachen und Kulturen(INALCO) in Paris.
Für die französische Tageszeitung Libération und das französische Wochenmagazin Le Point hat er als Kriegsberichterstatter unter anderem über die Konflikte in Afghanistan und Irak berichtet.
2008 wurde er zum Französischen Botschafter für Menschenrechte ernannt.
Er ist Dozent am Institut d’études politiques de Paris.

## Werke
- Frontières (Grenzen, Paulsen, 2016)
- L'Enchantement du monde (Flammarion, 2015)
- La Confession de Massoud (Flammarion, 2013)
- Les Impunis (Robert Laffont, 2013)
- Le Barbaresque (Flammarion, 2011)
- Conrad, le voyageur de l'inquiétude (Flammarion-Arthaud, 2011)
- J'aurai de l'or (Robert Laffont, 2008)
- Le Tibet est-il une cause perdue?, Larousse, 2008
- La mort blanche (Albin Michel, 2007)
- Sur les routes de la soie (con Reza, Hoëbeke), 2007
- Kessel, le nomade éternel (Arthaud, 2006)
- La bataille des anges (Albin Michel, 2006)
- Le grand festin de l’Orient (Robert Laffont, 2004)
- Routes de la soie (Mille et une nuits, 2004 - essai, avec Samuel Douette)
- Je suis de nulle part. Sur les traces d’Ella Maillart, Éditions Payot, 2003
- Humanitaires (Le Félin, 2002)
- La mémoire assassinée (Mille et Une Nuits, 2001)
- Le faucon afghan : un voyage au pays des talibans (Robert Laffont, 2001)
- On ne se tue pas pour une femme (Plon, 2000)
- Les enfants esclaves (Mille et une nuits, 1999)
- Lucien Bodard, un aventurier dans le siècle (Plon, 1997)
- La route de la drogue (Arléa, 1996), Neuauflage unter dem Namen Chasseurs de dragons : voyage en Opiomie (Payot, 2000)
- French doctors : L’épopée des hommes et des femmes qui ont inventé la médecine humanitaire (Robert Laffont, 1995)
- Voyage au pays de toutes les Russies (Éditions Quai Voltaire, 1992)

## Preise und Auszeichnungen
- Preis Lazareff 1991
- Albert-Londres-Preis für Journalismus 1992
- Prix spécial des correspondants de guerre Ouest-France 1997
- Deuxième prix des correspondants de guerre 1997
- Preis Joseph Kessel 1998
- Preis Mumm 1999
- Prix de l’aventure 1999
- Lauréat de la Fondation Journaliste demain
- Prix du Festival international des programmes audiovisuels 2001
- Laurier de l'audiovisuel 2001
- Preis Louis Pauwels 2002
- Prix spécial du Festival international de grand reportage d'actualités 2003
- Prix du Public du Festival international de grand reportage d'actualités 2003
- Preis Cabourg 2004
- Preis Académie de Vichy 2005
- Lauréat de la Bourse "Écrivains Stendhal" du ministère des Affaires étrangères 2001 et 2005[1]
- Trophée de l'Aventure pour le film La Fièvre de l'or, adapté de son livre J'aurai de l'or sur l'Amazonie 2008[2]
- Chevalier de la Légion d’honneur en 2009[3]
- Prix Terra Festival 2010[4]
- Amerigo Vespucci Preis 2011
- Preis Romanciers (Prix des Romancières) 2016[5]

## Filmographie
Olivier Weber ist Autor, Regisseur und Drehbuchautor einiger Filme für Fernsehen und Theater, insbesondere auf Reisen und auf Autoren.
- Documentary : Sudan: The Slave Children, France 2, 1998.
- Documentary : The Opium of talibans, french channels and theaters, 2001, Special Prize of FIPA.
- Documentary : Return to Cambodia, France 5, 2002[53],[6][7].
- Documentary : On the road of Ganga, Arte, 2003, prize of the Public of Figra and Prize of Image of Figra.[8]
- Documentary : On the road of Nile, France 5, 2007.[9]
- Documentary : The People of Opium (Le Peuple de l'opium), Canal Plus, 2007.[10]
- Documentary : Cursed for gold (La Fièvre de l'Or), Canal Plus and France 2, in french theaters in october 2008[11][12][13].